# Villiers-sur-Loir
Villiers-sur-Loir település Franciaországban, Loir-et-Cher megyében. Lakosainak száma 1115 fő (2022. január 1.). Villiers-sur-Loir Azé, Mazangé, Naveil, Thoré-la-Rochette és Vendôme községekkel határos.

## Népesség
A település népessége az elmúlt években az alábbi módon változott:
| Lakosok száma | 766  | 997  | 976  | 1242 | 1153 | 1132 | 1131 | 1120 | 1117 | 1115 |
|               | 1968 | 1982 | 1990 | 2006 | 2013 | 2015 | 2017 | 2019 | 2020 | 2022 |